# Ньютон (Техас)
Ньютон (англ. Newton) — город в США, расположенный в восточной части штата Техас, административный центр одноимённого округа. По данным переписи за 2010 год число жителей составляло 2478 человека, по оценке Бюро переписи США в 2016 году в городе проживало 2233 человека.

## История
Первые поселенцы появились в богатом лесами регионе в 1829 году, после того как мексиканские власти подписали контракт с Лоренцо Мануэлом Савалой, которому во владение передавалась большая часть юго-восточного Техаса. В 1846 году легислатура Техаса выделила восточную часть округа Джаспер в отдельную административную единицу. Новый округ был назван в честь ветерана войны за независимость США Джона Ньютона. До 1853 года административными центрами округа служили Куиксанд-Крик и Берквилл. Земельные споры в последнем привели к тому, что местные власти построили новый город в центре округа, назвав его Ньютон. Постоянное почтовое отделение появилось в новом городе в 1853 году. В 1855 году Берквилл победил на новых выборах административного центра, однако нежелание чиновников округа переезжать из здания суда в Ньютоне привело к решению легислатуры оставить столицу на прежнем месте.
В 1889 году был создан колледж Форда для мужчин и женщин, позже ставший старшей школой. В 1890-е годы в городе работали четыре магазина, лесопильные заводы и мельницы, а также два или три отеля. В 1906 году к городу была проведена а железная дорога Orange and Northwestern Railway, соединившая поселение с городом Ориндж. В 1924 году была основана первая газета, Newton Herald. В 1935 году Ньютон получил устав, началось формирование  органов местного самоуправления.
Снижение цен на древесину, истощение лесов и великая депрессия завершили фазу экономического процветания города, однако вскоре жители города стали ездить на работу в Ориндж и Бомонт, а сам Ньютон стал центром земледелия и скотоводства. Наличие в городе муниципальных властей и открытие неподалёку нефтяного месторождения позволили компенсировать снижение прибылей от деревообработки.

## География
Ньютон находится в центральной части округа, его координаты: 30°51′03″ с. ш. 93°45′15″ з. д..
Согласно данным бюро переписи США, площадь города составляет около 14,1 км2, практически полностью занятых сушей.

### Климат
Согласно классификации климатов Кёппена, в Ньютоне преобладает влажный субтропический климат (Cfa).
| Показатель                    | Янв.  | Фев.  | Март  | Апр.  | Май   | Июнь  | Июль  | Авг. | Сен.  | Окт. | Нояб. | Дек.  | Год    |
| ----------------------------- | ----- | ----- | ----- | ----- | ----- | ----- | ----- | ---- | ----- | ---- | ----- | ----- | ------ |
| Абсолютный максимум, °C       | 27,8  | 27,2  | 33,3  | 32,2  | 34,4  | 37,2  | 38,3  | 37,8 | 36,7  | 35,6 | 31,7  | 27,8  | 38,3   |
| Средний суточный максимум, °C | 17,8  | 18,3  | 21,9  | 24,9  | 29,7  | 32,8  | 34,1  | 33,4 | 31,6  | 27,8 | 21,2  | 17,8  | 26,1   |
| Средняя температура, °C       | 9,4   | 9,9   | 14,4  | 19,2  | 22,6  | 26    | 27,6  | 26,9 | 24,6  | 20,1 | 14,6  | 10,4  | 18,8   |
| Средний суточный минимум, °C  | 4,8   | 3,7   | 7,4   | 11,3  | 16,6  | 20    | 21,2  | 20,3 | 18,8  | 13,2 | 7     | 4,1   | 12,4   |
| Абсолютный минимум, °C        | −10,6 | −7,2  | −7,2  | −2,2  | 5,6   | 10    | 11,7  | 13,3 | 2,2   | 1,7  | −5,6  | −7,2  | −10,6  |
| Норма осадков, мм             | 127   | 121,9 | 106,7 | 109,2 | 114,3 | 144,8 | 109,2 | 99,1 | 111,8 | 127  | 142,2 | 149,9 | 1460,5 |
| Источник: weatherbase.com     |       |       |       |       |       |       |       |      |       |      |       |       |        |

## Население
Согласно переписи населения 2010 года в городе проживало 2478 человек, было 680 домохозяйств и 471 семья. Расовый состав города: 62,1 % — белые, 35,3 % — афроамериканцы, 0,4 % — коренные жители США, 0,7 % — азиаты, 0,0 % (1 человек) — жители Гавайев или Океании, 0,7 % — другие расы, 0,8 % — две и более расы. Число испаноязычных жителей любых рас составило 4,6 %.
Из 680 домохозяйств, в 39,1 % живут дети младше 18 лет. 45 % домохозяйств представляли собой совместно проживающие супружеские пары (18,4 % с детьми младше 18 лет), в 19,3 % домохозяйств женщины проживали без мужей, в 5 % домохозяйств мужчины проживали без жён, 30,7 % домохозяйств не являлись семьями. В 27,6 % домохозяйств проживал только один человек, 12,5 % составляли одинокие пожилые люди (старше 65 лет). Средний размер домохозяйства составлял 2,58. Средний размер семьи — 3,14 человека.
Население города по возрастному диапазону распределилось следующим образом: 25 % — жители младше 20 лет, 35 % находятся в возрасте от 20 до 39, 28,3 % — от 40 до 64, 11,7 % — 65 лет и старше. Средний возраст составляет 33,3 года.
Согласно данным опросов пяти лет с 2012 по 2016 годы, средний доход домохозяйства в Ньютоне составляет 34 185 долларов США в год, средний доход семьи — 45 652 доллара. Доход на душу населения в городе составляет 19 134 доллара. Около 18,3 % семей и 29,1 % населения находятся за чертой бедности. В том числе 52,1 % в возрасте до 18 лет и 15,8 % в возрасте 65 и старше.

## Местное управление
Управление городом осуществляется мэром и городским советом, состоящим из пяти человек.
Другими важными должностями, на которые происходит наём сотрудников, являются:
- Городской секретарь
- Городской администратор
- Городской юрист
- Шеф полиции
- Шеф пожарной охраны

## Инфраструктура и транспорт
Основными автомагистралями, проходящими через Ньютон, являются:
- автомагистраль 190 США идёт с юго-востока от границы с Луизианой на запад к Джасперу.
- автомагистраль 83 штата Техас идёт с севера от Хемпхилла на юг к Оринджу.

В городе располагается муниципальный аэропорт Ньютона. Аэропорт располагает одной взлётно-посадочной полосой длиной 1219 метров. Ближайшим аэропортом, выполняющим коммерческие рейсы, является региональный аэропорт в городе Лейк-Чарлз, штат Луизиана. Аэропорт находится примерно в 120 километрах к юго-востоку от Ньютона.

## Образование
Город обслуживается независимым школьным округом Ньютон.